# Marxgrüner Marmor

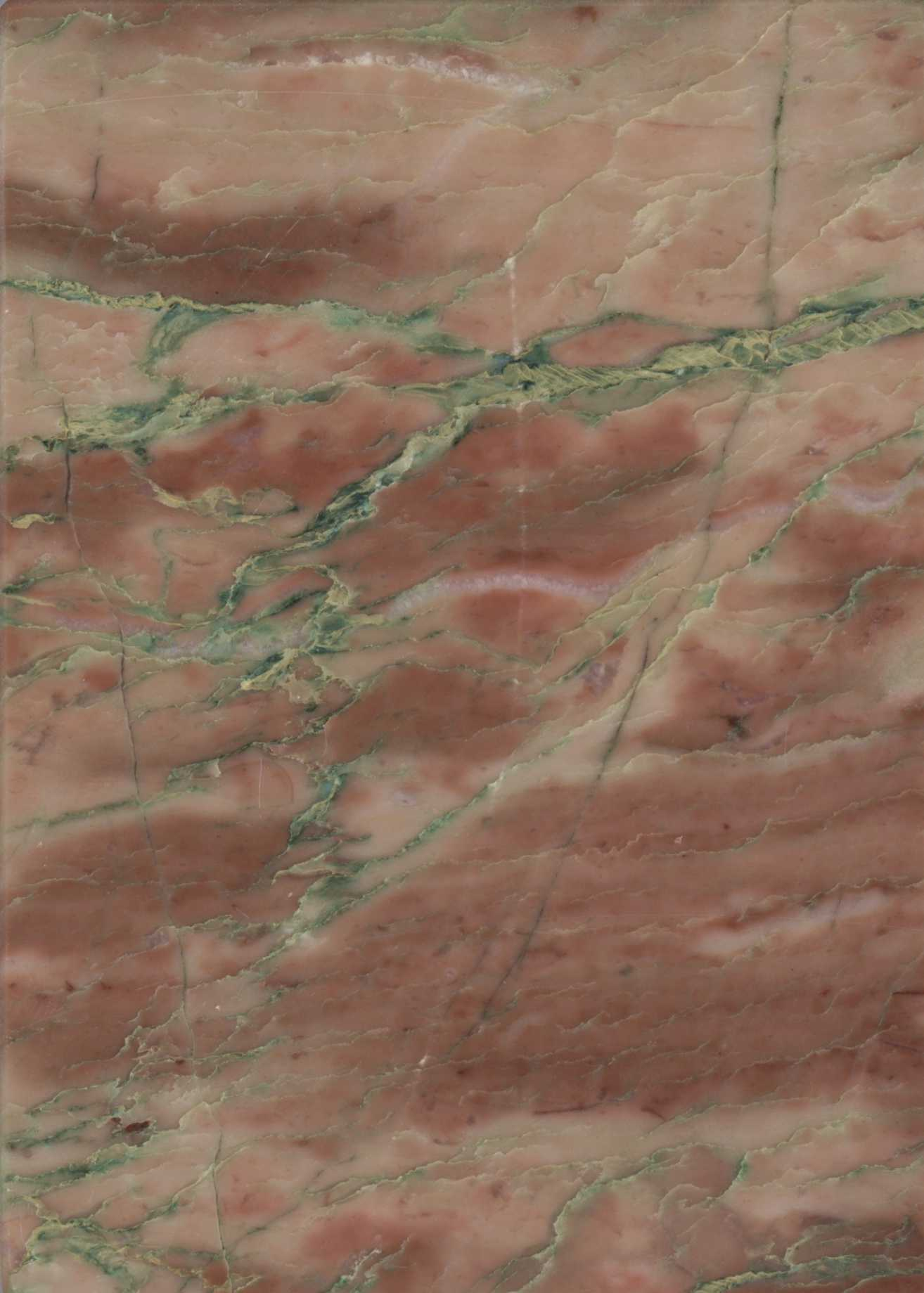
Marxgrüner Marmor in der typischen Erscheinungsform

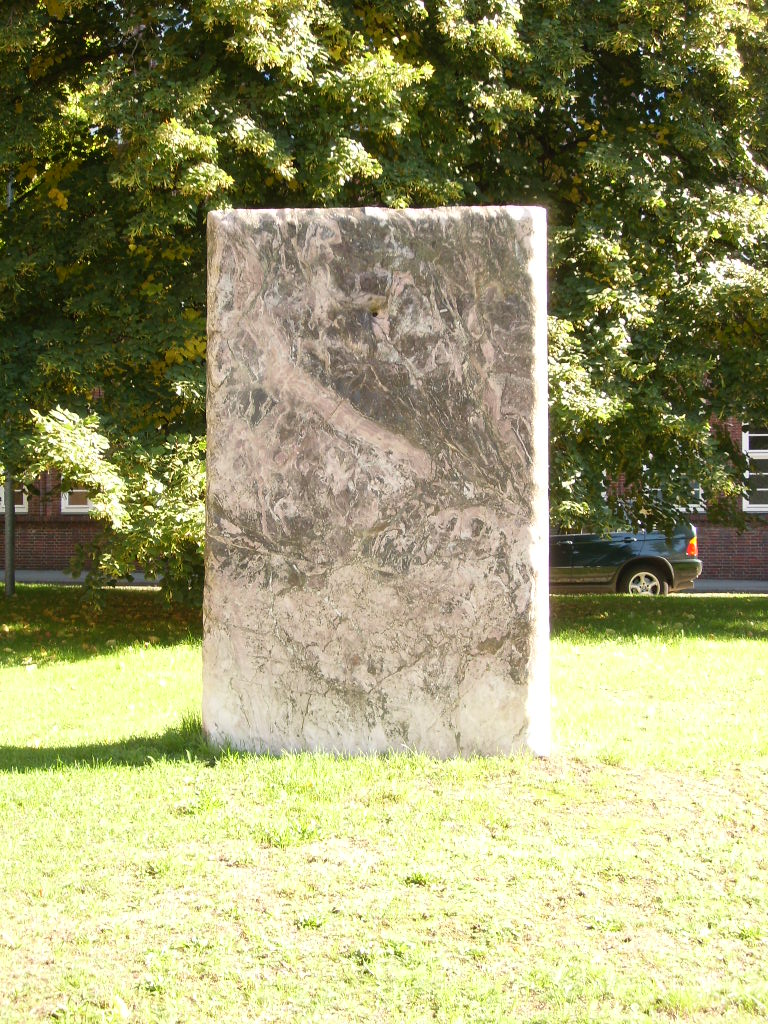
Arabella, Skulptur von Jan Koblasa am Lübecker Dom aus Marxgrüner Marmor

Marxgrüner Marmor bzw. Horwagener Marmor (auch Horwagen, Marxgrün, Deutsch Rot, Deutsch-Rot-Marmor oder Deutsch-Rot-Kalkstein, Bayrisch Rot,) wird ein Naturwerkstein genannt, der auf Grund seines lebendigen Farbspiels sehr oft für Innenausstattungen Verwendung fand und zu den schönsten Dekorationsgesteinen Deutschlands zählt. Es handelt sich um einen Kalkstein aus dem Oberdevon.

## Name
Der Marmor wurde in einem einzigen Steinbruch beim Ort Horwagen in Oberfranken gewonnen und im nahegelegenen Bahnhof Marxgrün, auf den sich der Name Marxgrüner Marmor bezieht, auf die Eisenbahn verladen. Die Bezeichnung Deutsch Rot weist auf Herkunftsland und Farbe hin, Horwagener Marmor bezieht sich auf die Lage des Steinbruchs beim Ort Horwagen, einem Gemeindeteil der ehemaligen Gemeinde Bobengrün, die zusammen mit Horwagen nach Bad Steben eingemeindet ist.

## Abbau

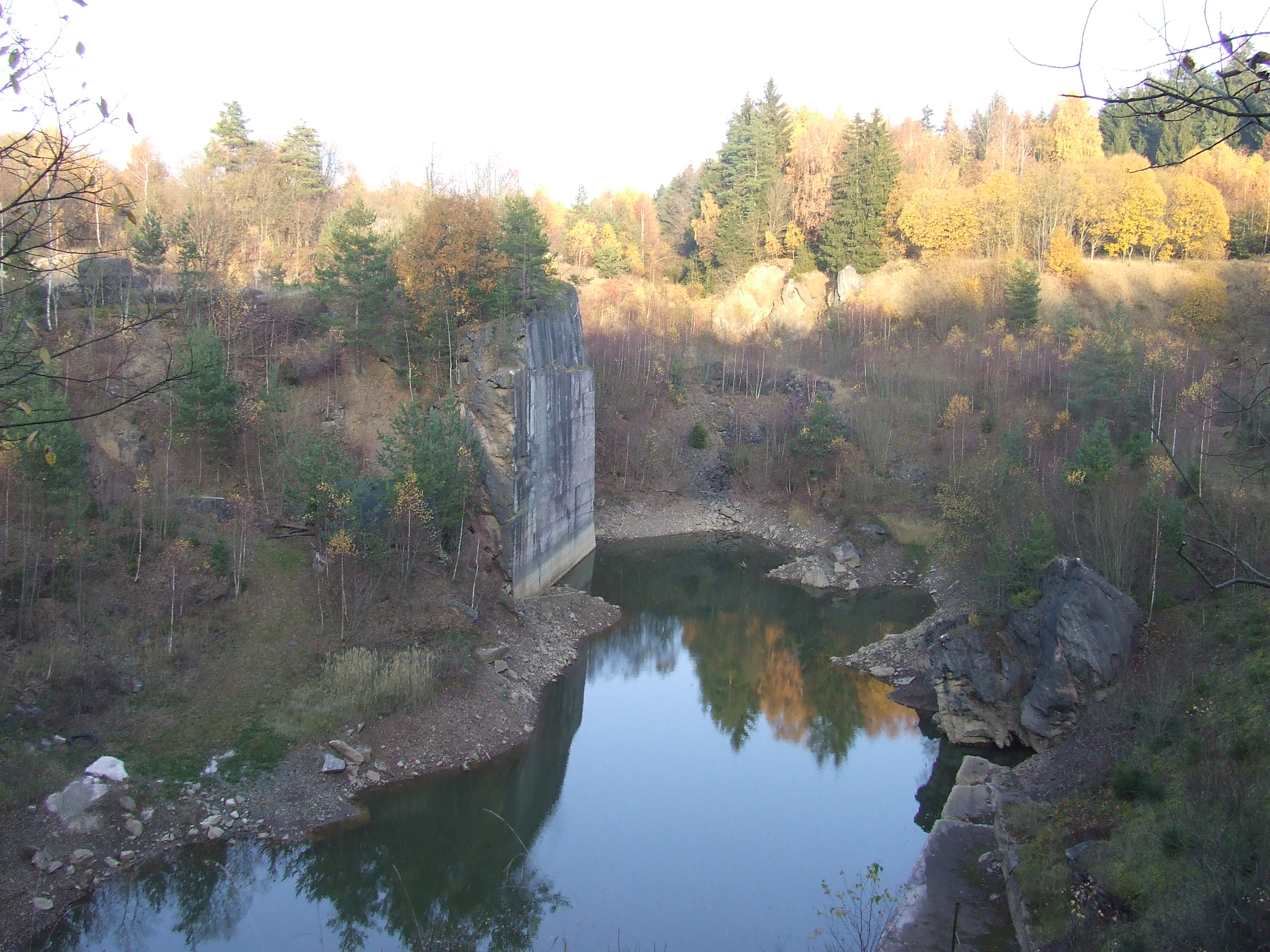
Aufgelassener Steinbruch in Horwagen

Die Anfänge des Abbaus können nicht genau benannt werden. Mit großer Sicherheit kann davon ausgegangen werden, dass im frühen 19. Jahrhundert ein Werksteinbruch bestand. Eine frühe Erwähnung findet sich 1833 bei Wolfram, der Marmorabbau bei Steben nennt. Der Steinbruch Horwagen liegt rund drei Kilometer südlich des früheren Bergbauortes und heutigen Kurortes Bad Steben.
Ab 1887 bestand ein Bahnanschluss unweit der Gewinnungsstätte. Dadurch konnten die Rohblöcke relativ kostengünstig zur weiteren Verarbeitung abtransportiert werden. Viele andere deutsche Vorkommen erlitten gegenüber ausländischen Sorten Wettbewerbsnachteile, da sie über keinen nahegelegenen Eisenbahnanschluss verfügten.
Bereits in den 1920er Jahren ist der Abbau mit einer speziellen Seilsäge belegt, was auf eine schonende und qualitätsbewusste Gewinnung schließen lässt. Die traditionelle Weiterverarbeitung der gewonnenen Rohblöcke geschah über längere Zeit in Bad Aibling. Der Steinbruchsbetrieb wurde in den frühen 1990er Jahren eingestellt.
Der Marmorsteinbruch Horwagen ist vom Bayerischen Landesamt für Umwelt als Geotop 475A009 ausgewiesen und gehört zu den 100 Schönsten Geotope Bayerns. Siehe hierzu auch die Liste der Geotope im Landkreis Hof.

## Geologie, Gesteinsbeschreibung und Nutzung
Zahlreiche Kalklinsen im Thüringer Schiefergebirge und im südlich anschließenden Frankenwald waren in den vergangenen Jahrhunderten die Quellen für den regional benötigten Baukalk. Auf dieser Grundlage entwickelte sich bei Eignung der Lagerstätte oft eine Werksteingewinnung. Weil diese Kalksteinvorkommen linsenförmig vom Umgebungsgestein eingeschlossen sind, gibt es dort meist nur sehr begrenzte Vorräte. Die Lagerstätte des Marxgrüner Marmors ist etwa 60 Meter mächtig.
Bereits in älterer Literatur wird diese Art von Kalkstein als Flaserkalk bezeichnet. Die eingeschlossenen Tonmineralien erzeugen die Flaserstruktur. Die linsenförmige Kalklagerstätte schließen farbige Tonschiefer ein. In den Kontaktzonen geht der Kalkstein in eine schiefrige Struktur über. Im Steinbruch folgte man im Abbau den auf 66 ° nach Süden einfallenden Kalkschichten. Nach dem Lösen der Rohblöcke vom Fels hob sie ein drehbarer Kran heraus.

Variationen des Marxgrüner Marmors (Auswahl)

Dieser Werkstein besitzt in seiner typischen Ausprägung eine helle fleischrote Farbe und wird von dünnen grünen Adern durchzogen. Diese Äderung ist eine Folge von Chloriteinlagerungen und häutchenartig verteilten Tonmineralien sowie Tuffitanteilen. Ferner kreuzen helle Calcitadern die Textur und bereichern das ästhetische Bild dieses Steins. Manche Bereiche der Lagerstätte zeigen eine ausgeprägte trümmerhafte Brekzienstruktur, wodurch das Gesamtbild dieses Dekorationsgesteins sehr lebendig erscheint. Die eingelagerten Tonhäutchen erzeugen die typischen Schwachstellen und an ihnen entlang neigt der Stein zum Bruch. Trotzdem wurde Marxgrüner Marmor im 19. und 20. Jahrhundert für exklusive Innenausstattungen eingesetzt. Typische Anwendungen waren Wandverkleidungen, Bodenbeläge, Möbelplatten, Einlegearbeiten oder künstlerische und bauliche Massivteile in der Innenarchitektur. Ferner kamen kunsthandwerkliche Objekte mit Gebrauchseigenschaften vor, beispielsweise Uhrengehäuse und Sockel aller Art.
Zu dem früher eingeführten Namen Marxgrüner Marmor kamen im 20. Jahrhundert die Bezeichnungen Deutsch Rot oder Bayerisch Rot hinzu. In der gewerblichen Praxis wurden Farbsortierungen mit dem Zusatz Rot, Rosa, Rot-Grün, Flammig und Dunkel versehen. Die Handelsbezeichnung Deutsch-Grün (auch Bayerisch Grün) trat bei diesem Werkstein und einer anderen bayerischen Naturwerksteinsorte auf.

## Anwendungsbeispiele

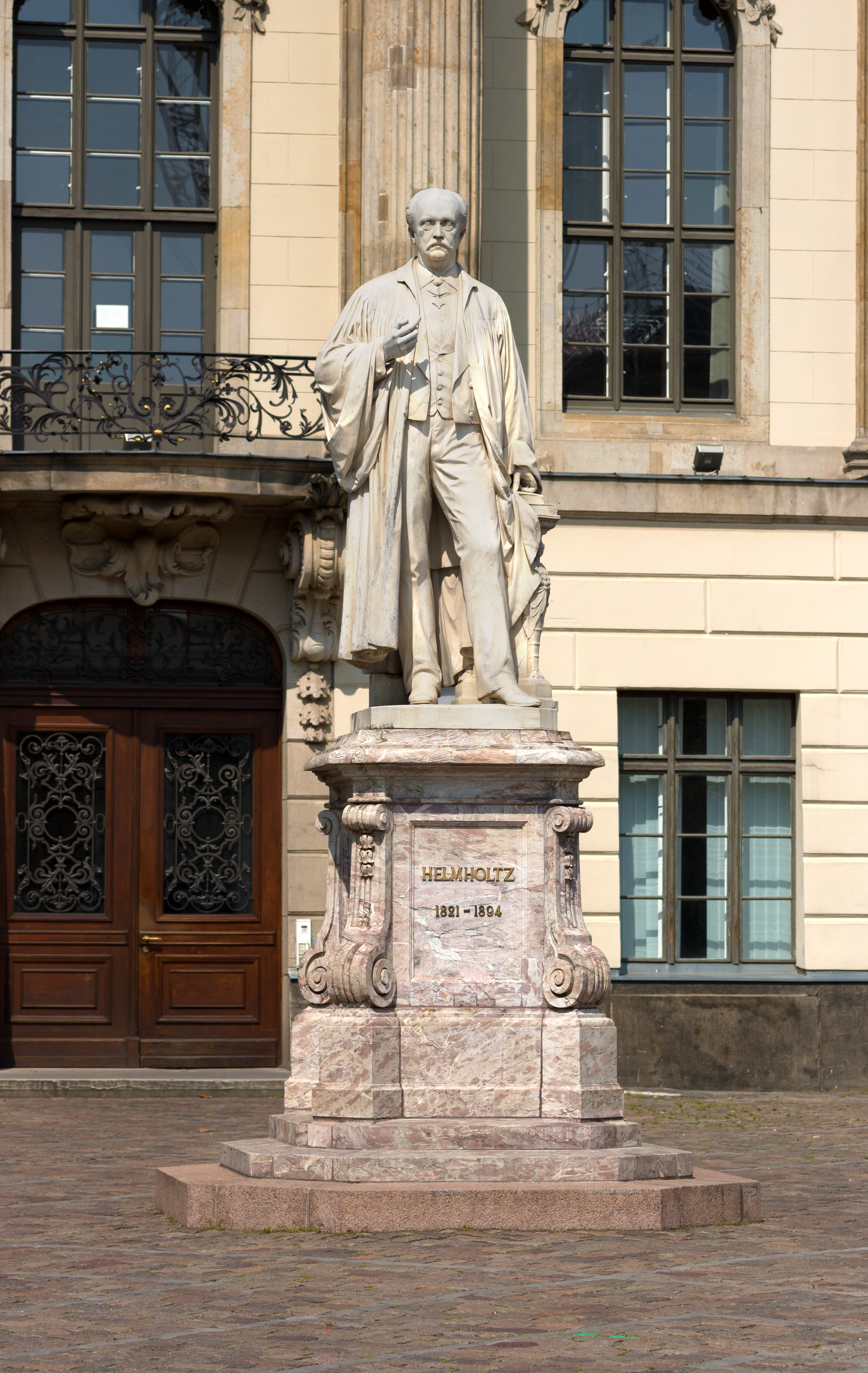
Der Sockel des Helmholtz-Denkmals in Berlin ist aus Marxgrüner Marmor und die Statue aus Laaser Marmor

- Humboldt-Universität in Berlin (Ehrenhof: Sockel des Hermann-von-Helmholtz-Denkmals)
- Neues Rathaus in Kassel
- Kunsthalle zu Kiel
- Glyptothek in München (Fußboden, in den Sternelementen des Heroensaals), erbaut 1816 bis 1830[12]
- Paulskirche in München (Georgsaltar und Taufstein)
- Zahlreiche Münchner Wohngebäude mit repräsentativen Charakter (oft Täfelungen in Hauseingängen)
- Walhalla bei Regensburg (obere Wandfelder in der Ehrenhalle)
- Neue Hofburg in Wien (Festsaal und seine Galerien: Pfeilersockel, Säulensockel)
- Ordenskirche St. Georgen Bayreuth (Altarsäulen)

Außerdem wurde der Marxgrüner Marmor nach Belgien, Großbritannien und Übersee exportiert.